# Liste der Baudenkmäler in Mantel (Markt)
Auf dieser Seite sind die Baudenkmäler in dem Oberpfälzer Markt Mantel zusammengestellt. Diese Tabelle ist eine Teilliste der Liste der Baudenkmäler in Bayern. Grundlage ist die Bayerische Denkmalliste, die auf Basis des Bayerischen Denkmalschutzgesetzes vom 1. Oktober 1973 erstmals erstellt wurde und seither durch das Bayerische Landesamt für Denkmalpflege geführt wird. Die folgenden Angaben ersetzen nicht die rechtsverbindliche Auskunft der Denkmalschutzbehörde.
 Die Liste gibt den Fortschreibungsstand vom 3. Juli 2018 wieder und umfasst neunzehn Baudenkmäler.

## Baudenkmäler nach Ortsteilen

### Mantel
| Lage                                                    | Objekt                                                 | Beschreibung | Akten-Nr.     | Bild           |
| ------------------------------------------------------- | ------------------------------------------------------ | --- | ------------- | -------------- |
| Bachstraße 20 (Standort)                                | Ehemalige Nagelschmiede                                | Zweigeschossiger Halbwalmdachbau mit Ecklisenen und Gesimsgliederung, 1836. | D-3-74-134-1  | weitere Bilder |
| Etzenrichter Straße 13 (Standort)                       | Ehemaliges Jagdschloss und Forstamt                    | Zweigeschossiger langgestreckter Walmdachbau mit abgefasten Gewänden, Portal mit pfalz-sulzbachischem Wappen, 1688. Jagdschloss (bez. Altes Jagdschlössel) der Sulzbacher Herzöge, 1687 urkundlich. Obergeschoss für die Kurfürsten, Untergeschoss beherbergte das Forstamt (eingemauerter Sandsteingockel – das Wappentier der Forstmeisterfamilie von Hann auf der Straßenseite).                                                                 | D-3-74-134-3  | weitere Bilder |
| Nähe Etzenrichter Straße (Standort)                     | Ehemaliger Kommunbackofen                              | Kleiner Satteldachbau mit halbrunder Öffnung, wohl 1809, modern bezeichnet mit „1870“. | D-3-74-134-4  | weitere Bilder |
| Etzenrichter Straße (Standort)                          | Kruzifix                                               | Blechtafeln mit der Darstellung des Gekreuzigten und der Muttergottes, mit Bemalung, Ende 18. Jahrhundert; an modernem Holzkreuz, vormals an der Fassade der St.-Moritz-Kirche. | D-3-74-134-23 | weitere Bilder |
| Nähe Fichtenstraße (Standort)                           | Sühnekreuz                                             | Granit, wohl mittelalterlich. | D-3-74-134-22 | weitere Bilder |
| Freihunger Straße 16; Nähe Freihunger Straße (Standort) | Ehemalige Mühle                                        | Zweigeschossiger Halbwalmdachbau mit Werksteingewänden und Putzbandgliederungen, bezeichnet mit „1763“ und „1801“; Scheune, eingeschossiger Halbwalmdachbau mit Werksteingewänden und segmentbogigen Einfahrtstoren, bezeichnet mit „1853“. | D-3-74-134-6  | weitere Bilder |
| Kreuzacker (Standort)                                   | Friedhofskreuz                                         | Gusseisen, bezeichnet mit „1833“. | D-3-74-134-13 | weitere Bilder |
| Latschibach (Standort)                                  | Wegkapelle, sogenannte Gollwitzer-Kapelle              | Saalbau mit Steildach und eingezogenem Rechteckchor, Chorturm mit Pyramidendach, bezeichnet mit „1895“. | D-3-74-134-15 | weitere Bilder |
| Marktplatz 4 (Standort)                                 | Evangelisch-lutherische Pfarrkirche St. Peter und Paul | Zweischiffige asymmetrische Hallenkirche mit Schopfwalmdach und eingezogenem Rechteckchor, Langhaus im Kern und unterer Teil des Chorturms 1614, Turmoberteil und Langhauserweiterung 1908; mit Ausstattung; Friedhofsmauer, Bruchstein- und Quadermauerwerk mit Deckplatten, im Kern mittelalterlich, Portal nach Osten neubarock, bezeichnet mit „1908“; Grabmal, gusseisernes Kruzifix mit Schrifttafel auf Granitsockel, bezeichnet mit „1828“. | D-3-74-134-8  | weitere Bilder |
| Marktplatz 5 (Standort)                                 | Gasthaus                                               | Zweigeschossiger Walmdachbau mit Rundbogenportalen und Putzbandgliederung, Zwerchhaus nach Westen, Wappen bezeichnet mit „1605“ und „1790“. | D-3-74-134-9  | weitere Bilder |
| Moritzweg 17 (Standort)                                 | Katholische Kirche St. Moritz                          | Saalkirche mit Steildach, dreiseitig geschlossen, 1737–44, über Resten eines Vorgängerbaus des 15./16. Jahrhunderts, Giebel und Dachreiter 1793; mit Ausstattung. | D-3-74-134-10 | weitere Bilder |
| Nähe Ossangerweg (Standort)                             | Bildstock, sogenannter Stützn-Marterl                  | Polygonaler Werksteinpfeiler auf Postament, ädikulaartige Laterne mit Metallrelief, bezeichnet mit „1919“. | D-3-74-134-16 | weitere Bilder |
| Sägstraße 3 (Standort)                                  | Heiligenfigur                                          | Steinfigur heiliger Johannes von Nepomuk, Sandstein, auf Postament mit geschweiftem Abschluss, 18. Jahrhundert. | D-3-74-134-12 | weitere Bilder |
| Sägstraße 12 (Standort)                                 | Ehemaliges Schloss                                     | Bestandteil des ehemaligen Landsassenguts Untermantel, zweigeschossiger Walmdachbau mit Eckpilastern und geohrten Fensterrahmungen, ehemals bezeichnet mit „1717“, im Kern wohl älter. | D-3-74-134-11 | weitere Bilder |
| Schulanger 2 (Standort)                                 | Ehemaliges evangelisch-lutherisches Schulhaus          | Zweigeschossiger Walmdachbau mit Pilaster- und Putzstreifengliederung, Mitte 18. Jahrhundert. | D-3-74-134-5  | weitere Bilder |
| Weinstraße 1 (Standort)                                 | Katholische Pfarrkirche St. Peter und Paul             | Saalkirche mit Satteldach und eingezogenem, fünfseitig geschlossenem Chor, Flankenturm mit Spitzhelm, neugotisch, 1899; mit Ausstattung. | D-3-74-134-14 | weitere Bilder |

### Rupprechtsreuth
| Lage                         | Objekt                                 | Beschreibung | Akten-Nr.     | Bild           |
| ---------------------------- | -------------------------------------- | --- | ------------- | -------------- |
| Rupprechtsreuth 1 (Standort) | Ehemaliges Schloss, jetzt Gaststätte   | Zweigeschossiger Mansardwalmdachbau mit Putzbandgliederung und gestuften Fenstergewänden, bezeichnet mit „1725“; ehemalige Schlosskapelle, dreiseitig geschlossener Satteldachbau mit Dachreiter, 1775; mit Ausstattung. | D-3-74-134-17 | weitere Bilder |
| Staatsstraße 2166 (Standort) | Steinkreuz, sogenannter Schneiderstein | Mit verwitterten Buchstaben, rückwärtig Scherensymbol, Granit, bezeichnet mit „1503“. | D-3-74-134-19 | weitere Bilder |

### Steinfels
| Lage                   | Objekt  | Beschreibung | Akten-Nr.     | Bild           |
| ---------------------- | ------- | --- | ------------- | -------------- |
| Steinfels 1 (Standort) | Schloss | Dreigeschossiger Steildachbau, nach Osten abgewalmt, mit Walmdachanbau nach Süden, 17. Jahrhundert, im Kern älter; Schlosskapelle, Saalbau mit Satteldach und Dachreiter, dreiseitig geschlossen, 1707; nordwestlich an das Schloss angebaut. | D-3-74-134-20 | weitere Bilder |

## Ehemalige Baudenkmäler
In diesem Abschnitt sind Objekte aufgeführt, die früher einmal in der Denkmalliste eingetragen waren, jetzt aber nicht mehr. Objekte, die in anderem Zusammenhang also z. B. als Teil eines Baudenkmals weiter eingetragen sind, sollen hier nicht aufgeführt werden. Aktennummern in diesem Abschnitt sind ehemalige, jetzt nicht mehr gültige Aktennummern.

| Lage                                    | Objekt          | Beschreibung                        | Akten-Nr.    | Bild           |
| --------------------------------------- | --------------- | ----------------------------------- | ------------ | -------------- |
| Mantel Etzenrichter Straße 3 (Standort) | Steintürsturz   | Ehemals bezeichnet mit „1801“.      | D-3-74-134-2 | weitere Bilder |
| Mantel Hüttener Straße 8 (Standort)     | Steintürgewände | Am Keilstein bezeichnet mit „1801“. | D-3-74-134-7 | BW             |